# Club Atlético Porteño
Il Club Atlético Porteño è una società polisportiva argentina di Buenos Aires.

## Storia
Fu fondato il 28 luglio 1895 da un gruppo di argentini con origini irlandesi con la denominazione Club de fútbol Atlético Capital. Il primo sport praticato dalla polisportiva è il calcio: il Porteño partecipa ai campionati della Association Argentine Football League, debuttando nella Copa Campeonato 1907; in seguito è tra le squadre fondatrici della Federación Argentina de Fútbol. Nel 1929 la società cessa le attività calcistiche e inizia quelle nel rugby a 15: si affilia alla Unión del Rugby del Río de la Plata il 15 aprile 1932. Nel 1951 ottiene la promozione in massima serie. Nel 1971 viene organizzata la formazione hockeistica, che si iscrive alla associazione dilettantistica argentina. In tale sport il Porteño schiera solo la squadra femminile.

## Squadre
- Club Atlético Porteño (calcio)
- Club Atlético Porteño (rugby a 15)
- Club Atlético Porteño (hockey su prato)